# 디바인
디바인(Deevine)은 대한민국의 가수이다. 대한민국의 싱어송라이터로 2008년 《I Can Show》로 데뷔하였다.

## 생애
미국과 일본을 오가며 음악을 배운 그는 마이클 잭슨을 가르친 보컬 트레이너 세스 릭스의 수제자로 '레이 찰스 밴드, 크리스티나 아길레라 밴드의 보컬 리스트인 GW의 보컬 테크닉을 사사했다. 또 일본의 3대 기타리스트 중 한 명인 야하기 히데야기에게 기타를 배웠다고 한다. 또 일본에서 활동 중인 ‘보아 밴드’의 키보디스트 ‘Mr.T’와 공연하기도 했다.
그는 대한민국에서 2008년에 《I Can Show》로 데뷔한 뒤 2009년 첫 번째 미니음반에서 작사·작곡·편곡·프로듀싱·연주까지 도맡으며 주목받았다. 또 그는 샤이니의 링딩동과 2PM의 기다리다 지친다를 락버전으로 제작해 연주한 UCC로 주목받았다.
.

## 앨범
- 《I Can Show》
- 미니앨범 《gRowing No.1》
- 《gRowing No.1 Repackage》